# Curva quartica
In matematica una curva quartica è una curva algebrica piana di quarto grado. Può essere definita da un polinomio della forma:
{\displaystyle Ax^{4}+Bx^{3}y+Cx^{2}y^{2}+Dxy^{3}+Ey^{4}+Fx^{3}+Gx^{2}y+Hxy^{2}+Iy^{3}+Jx^{2}+Kxy+Ly^{2}+Mx+Ny+O=0.}
Una curva quartica ({\displaystyle n=4}) irriducibile può avere al massimo:
{\displaystyle {\frac {1}{2}}(n-1)(n-2)+1=4} componenti connesse;
{\displaystyle {\frac {1}{2}}(n-1)(n-2)=3} punti doppi;
{\displaystyle {\frac {n}{2}}(n-2)(n^{2}-9)=28} rette bitangenti;
{\displaystyle 3n(n-2)=24} punti di flesso.
L'equazione ha 15 coefficienti, ma la curva non cambia se li moltiplichiamo tutti per una costante non nulla. Quindi i coefficienti essenziali sono 14 e le quartiche sono {\displaystyle \infty ^{14}}. E una di esse è individuata dal suo passaggio per 14 punti generici.

## Esempi

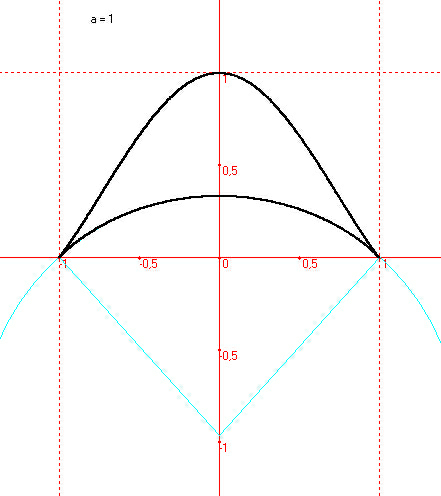
Curva a bicorno o a feluca
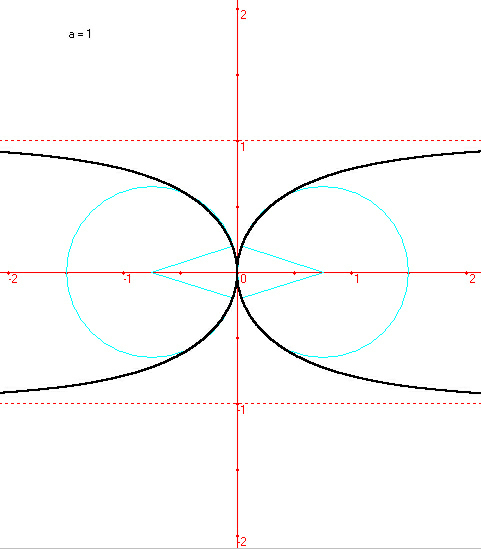
Curva a kappa o di Gutschoven
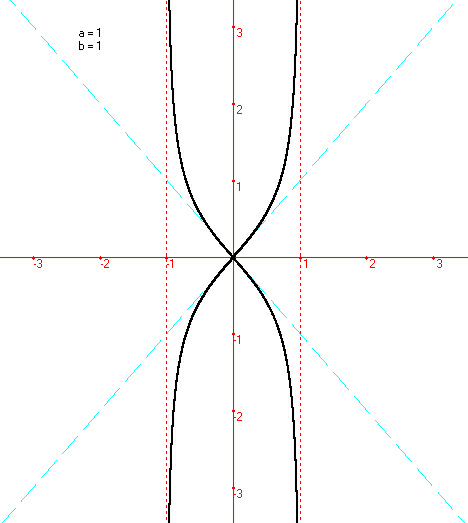
Pallottole punta a punta
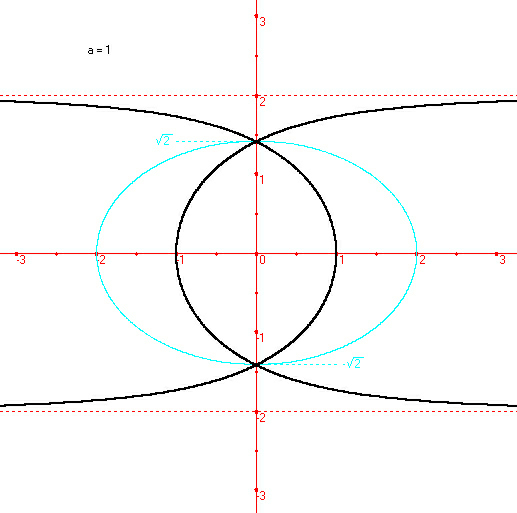
Trisettrice di Delange
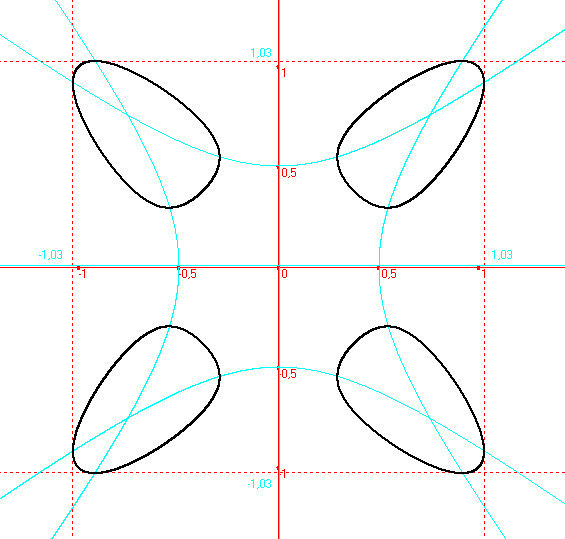
Curva di Edge quadriconnessa
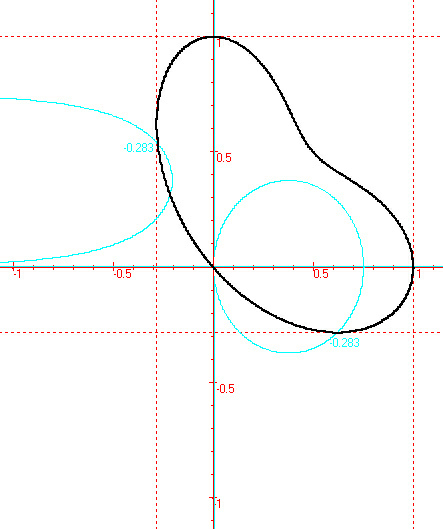
Curva a uovo storto
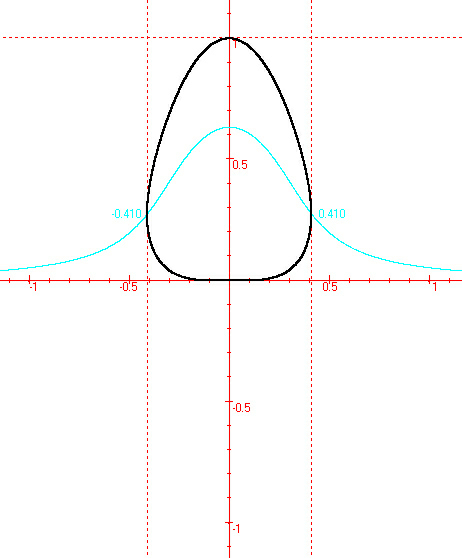
Curva a uovo dritto
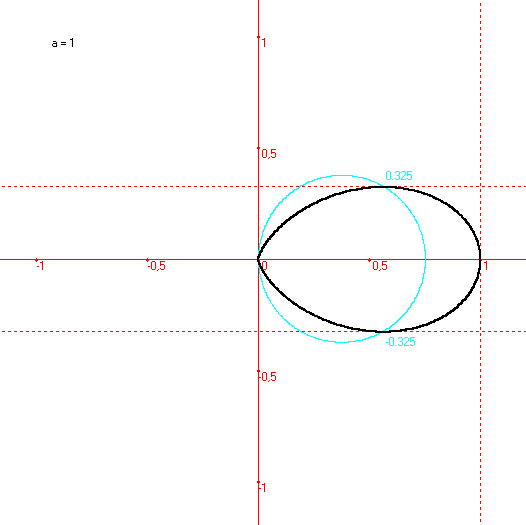
Uovo di Keplero
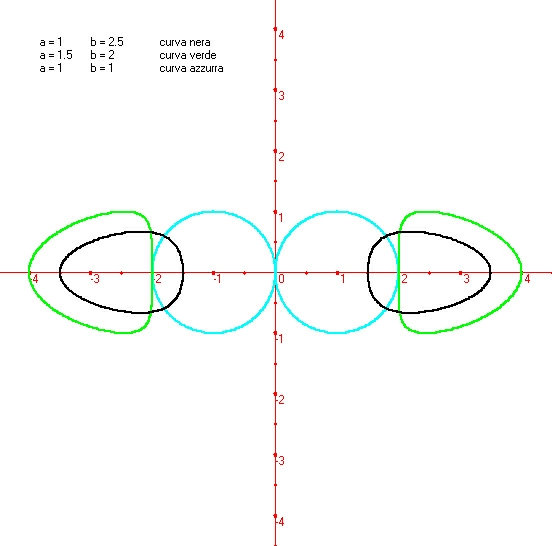
Curva a uovo doppio
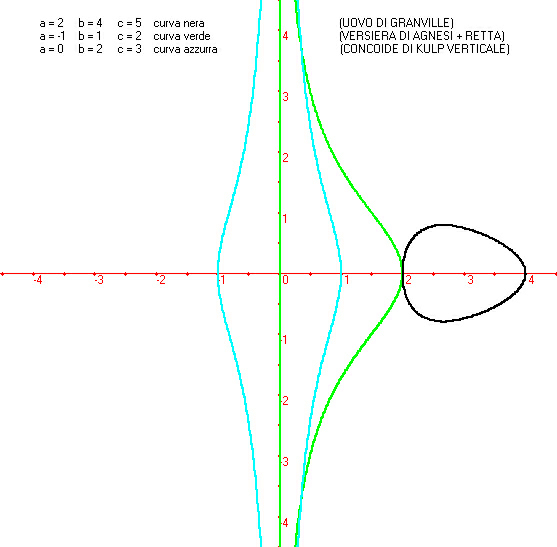
Curva di Granville
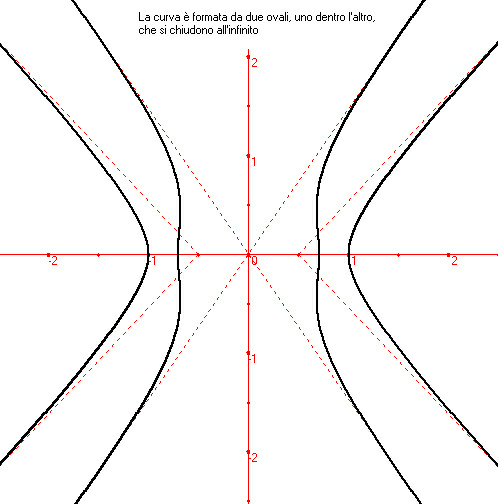
Curva di Helton-Vinnikov
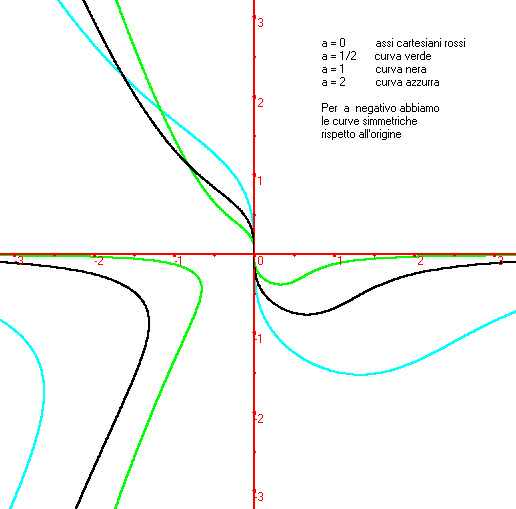
Curva di Klein
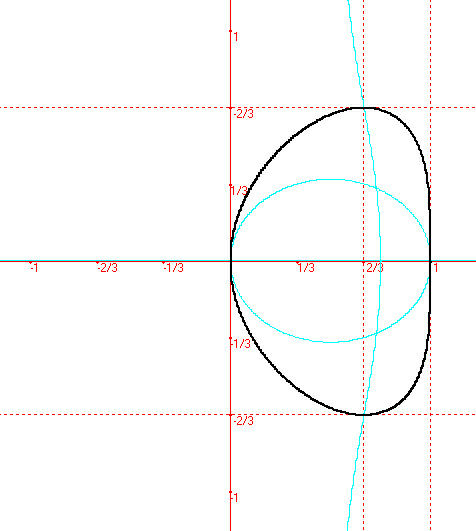
Curva a fagiolo o a pisello
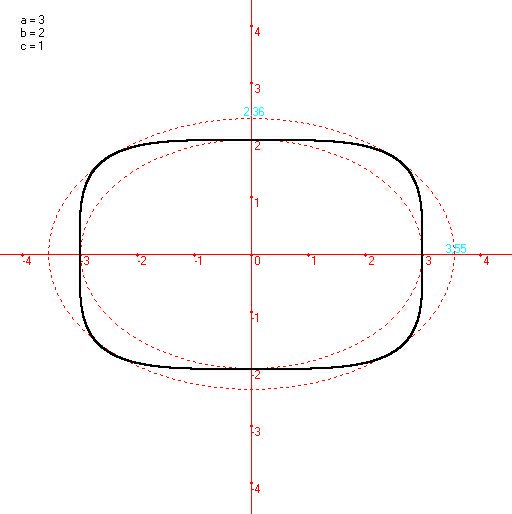
Superellisse o Curva di Lamè
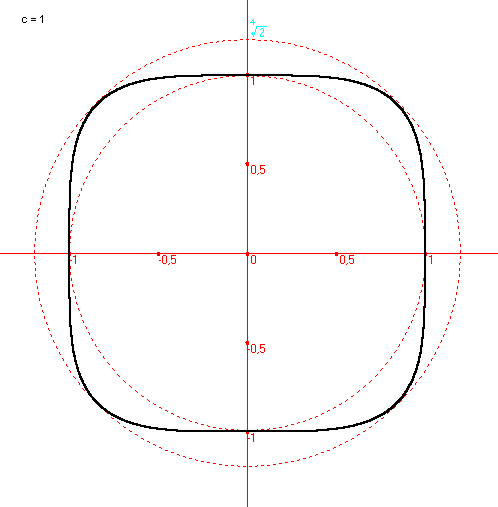
Supercerchio o Squircle
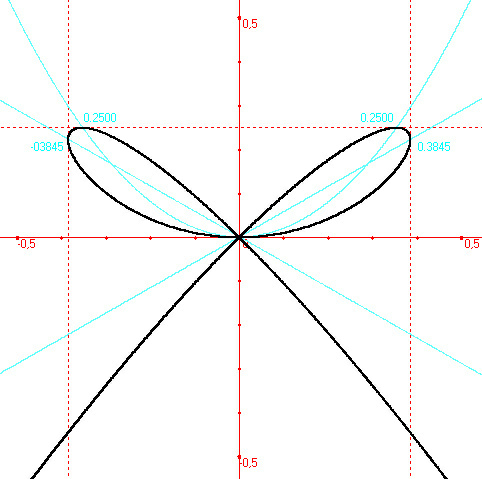
Curva a fiocco
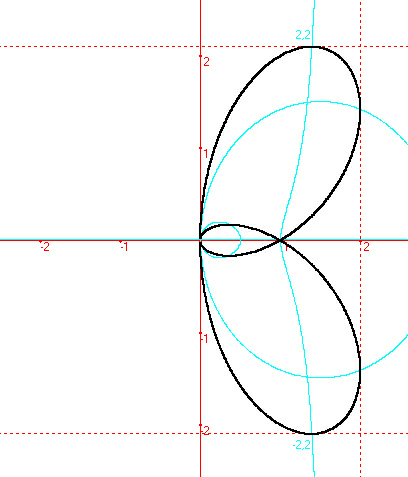
Curva intrecciata
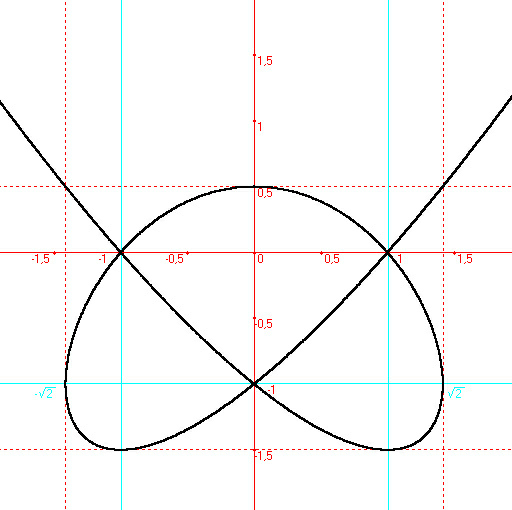
Curva a nodo
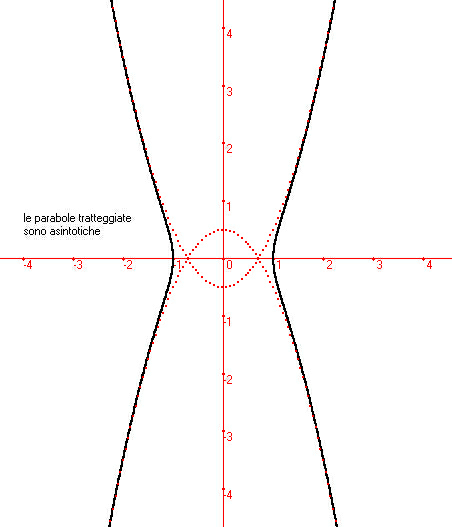
Campila di Eudosso
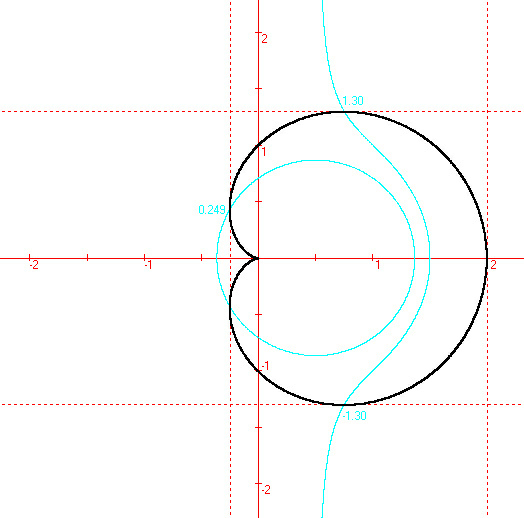
Curva cardioide
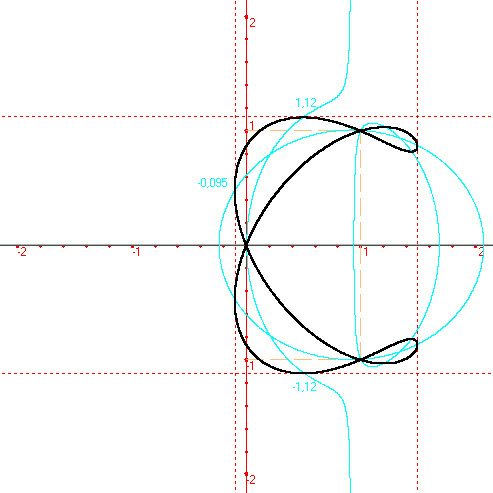
Curva Ampersand trinodata
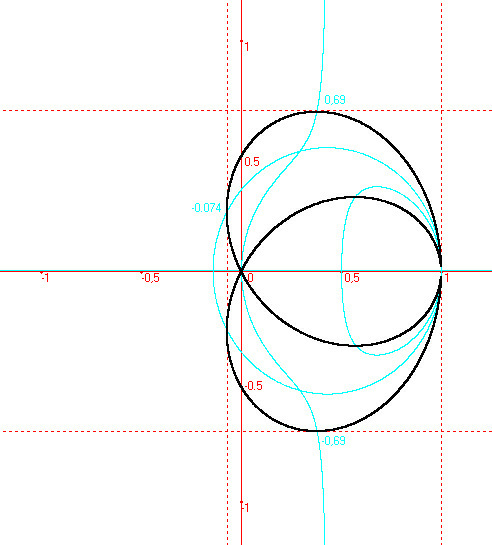
Curva di Jerabek
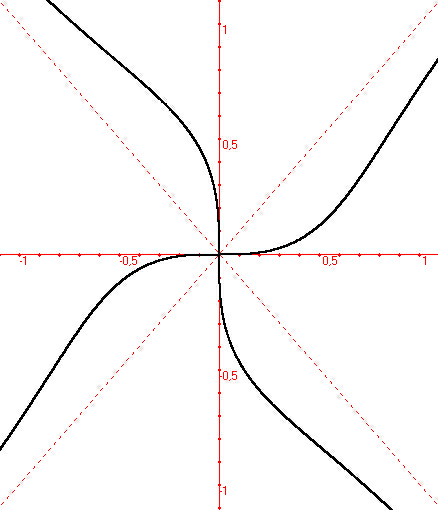
Curva a svastica
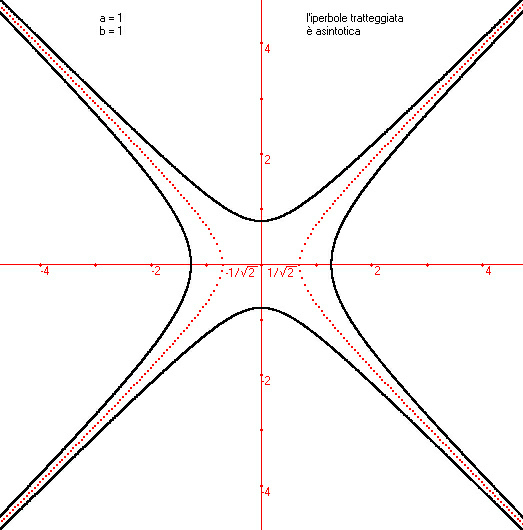
Curva di Jubel
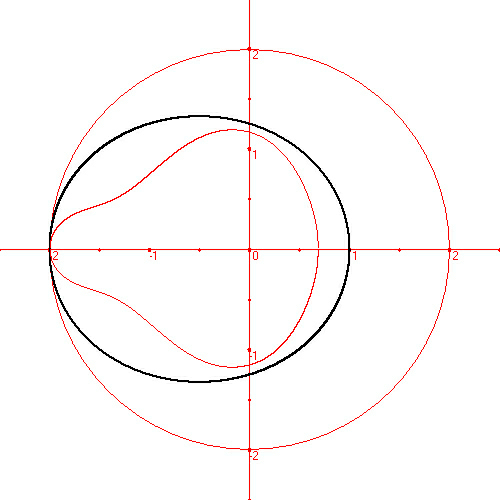
Ovale di Mandelbrot
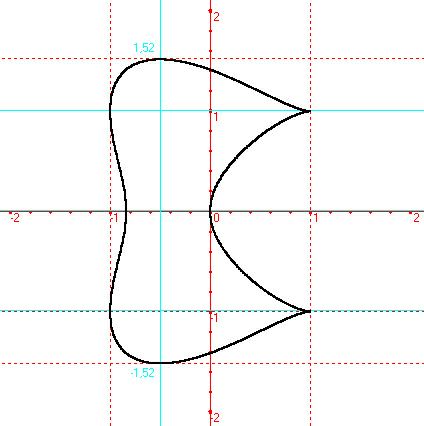
Curva bicuspidata
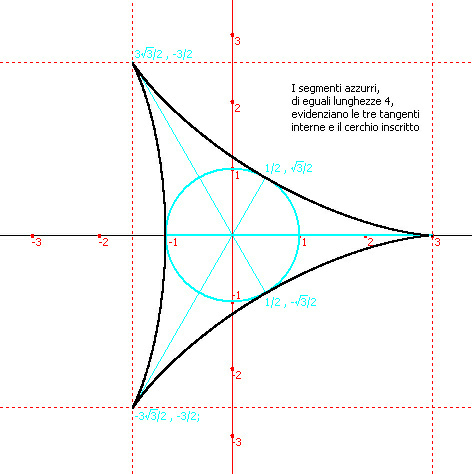
Curva deltoide o tricuspidata o di Steiner
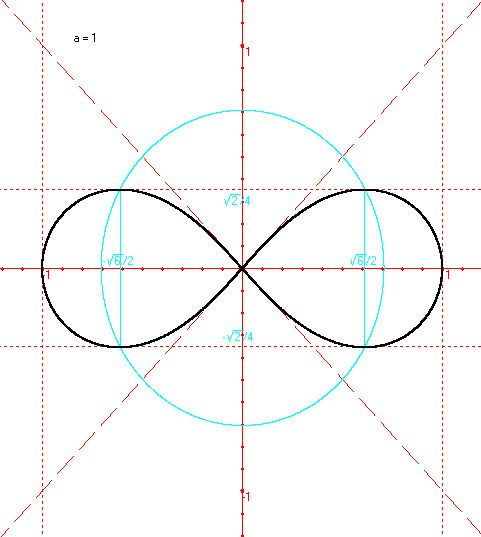
Lemniscata di Bernoulli
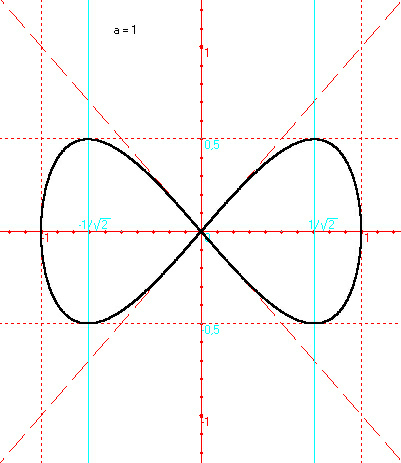
Lemniscata di Gerono o Curva a ottoi
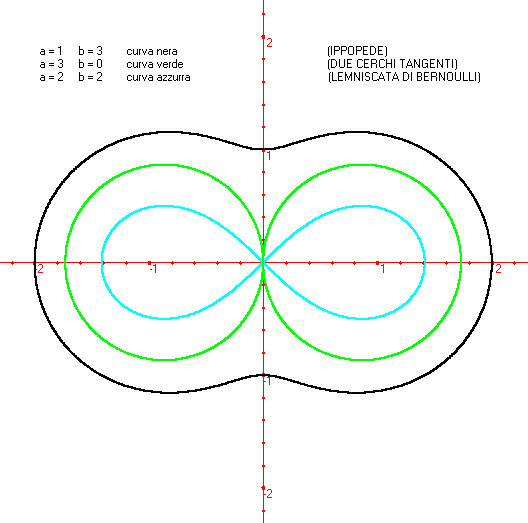
Lemniscata di Booth o Ippopede di Proclo
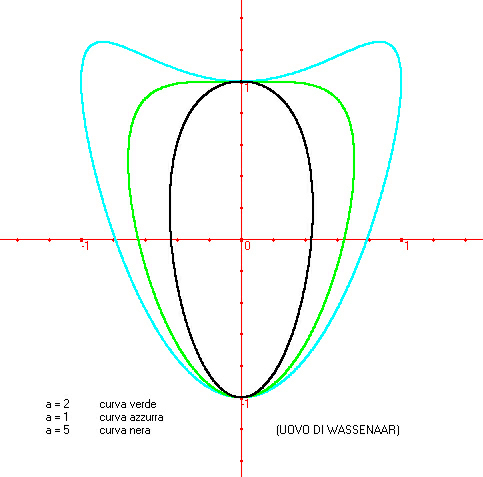
Curva di Wassenaar
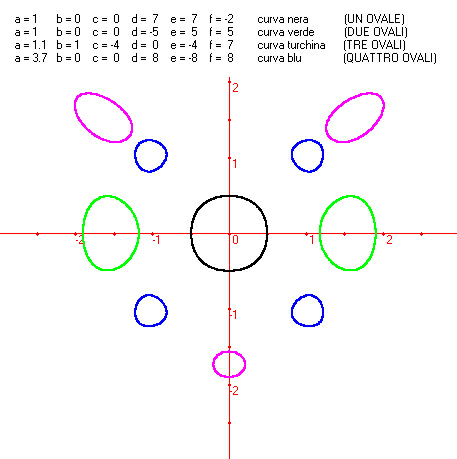
Curva Multiovale
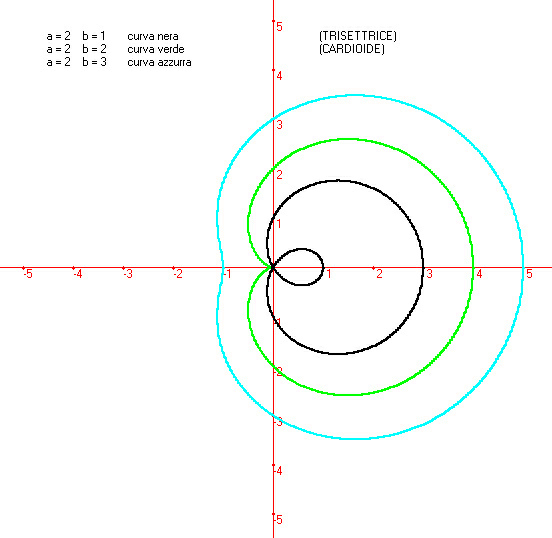
Lumaca di Pascal o di Durer o Concoide del cerchio
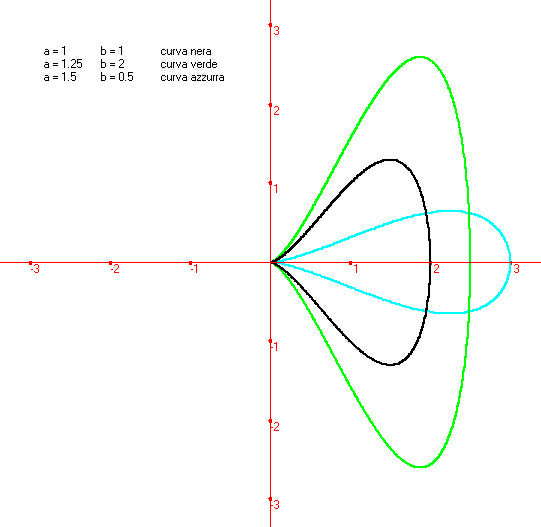
Curva piriforme o a goccia d'acqua
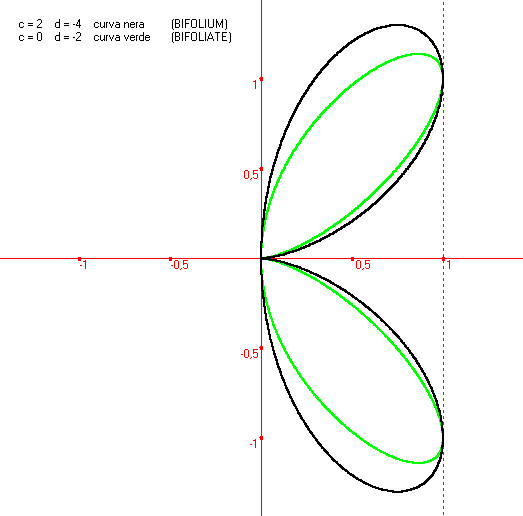
Curve bifogliate
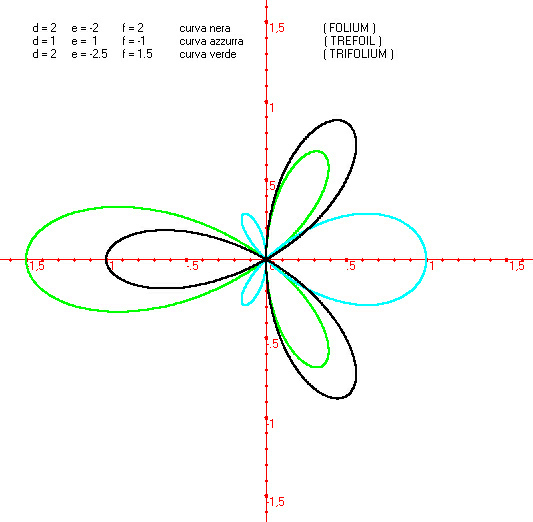
Curve trifogliate
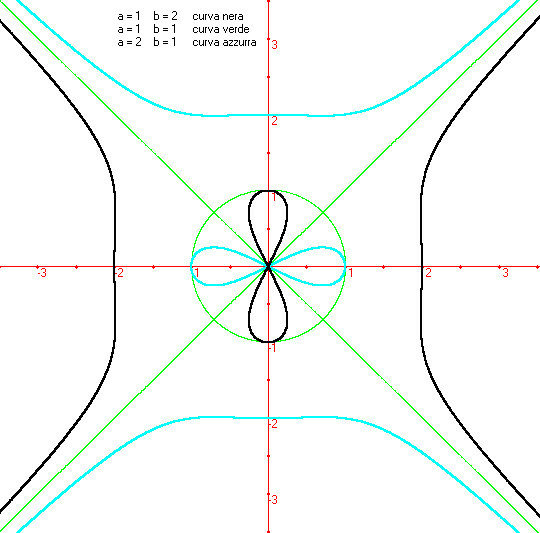
Curva del diavolo
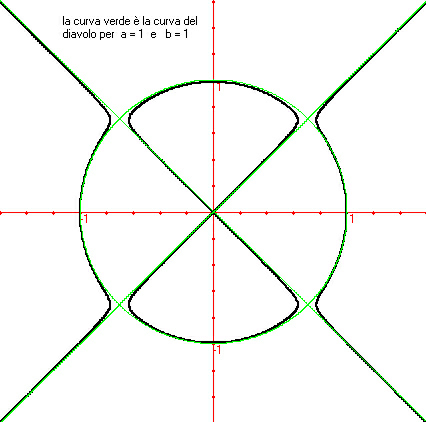
Motore elettrico
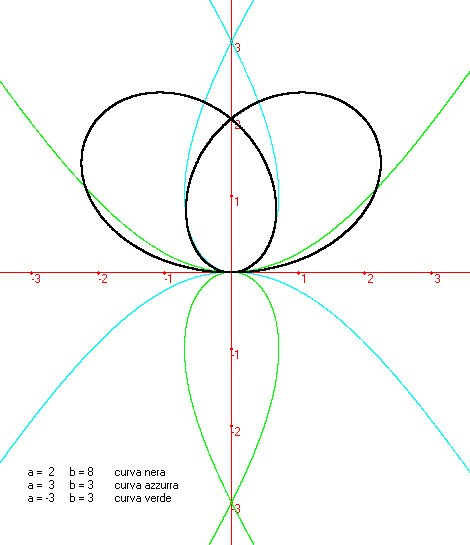
Curva Capricornoide
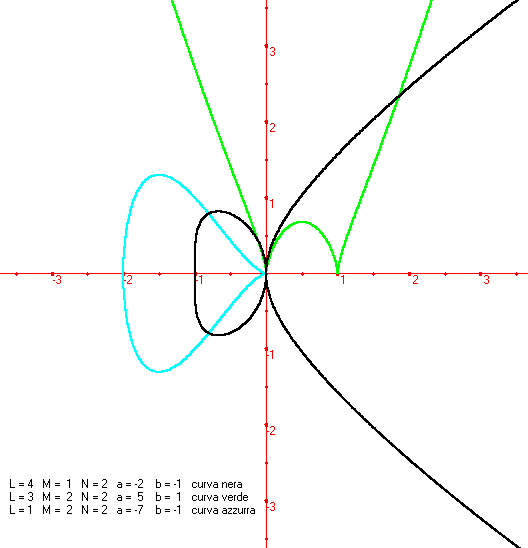
Perle di Sluze
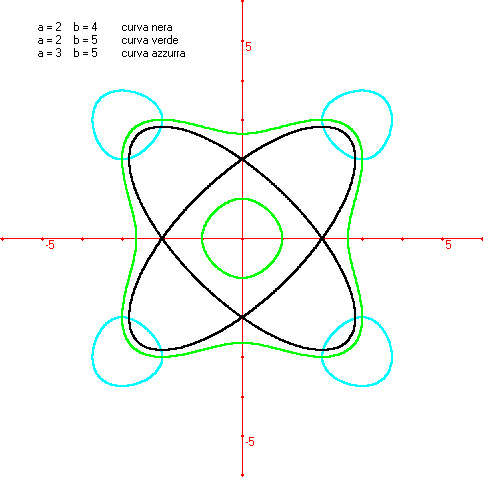
Curva di Plucker
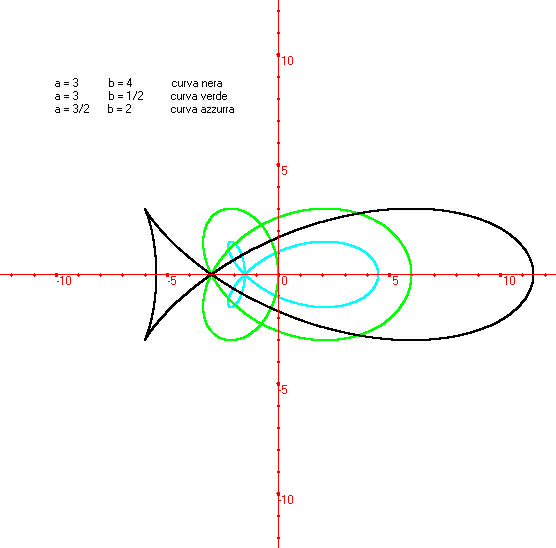
Curva a pesce
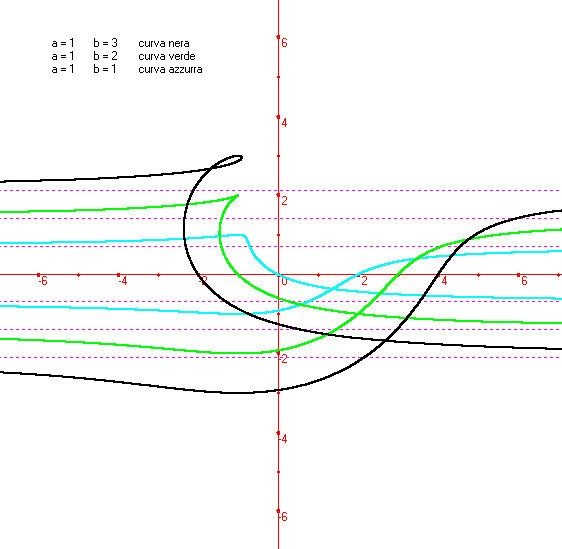
Concoide di Durer
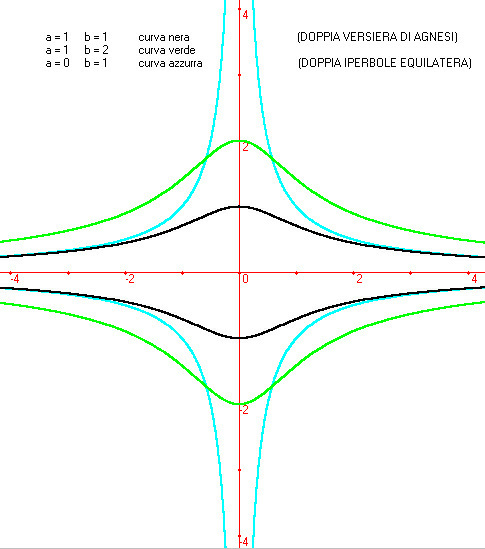
Concoide di Kulp
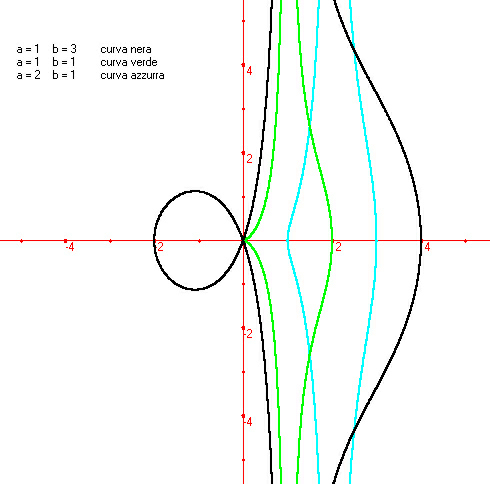
Concoide di Nicomede
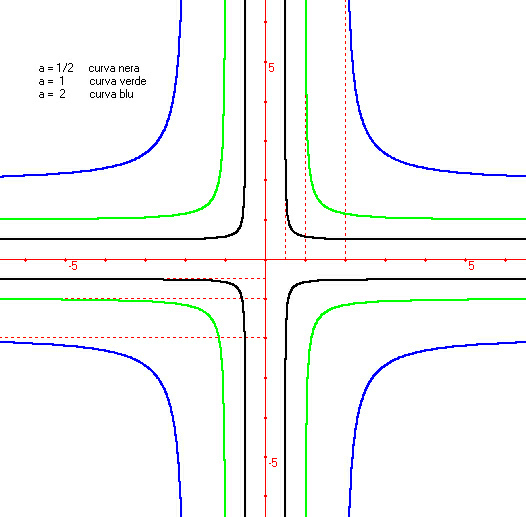
Curva cruciforme
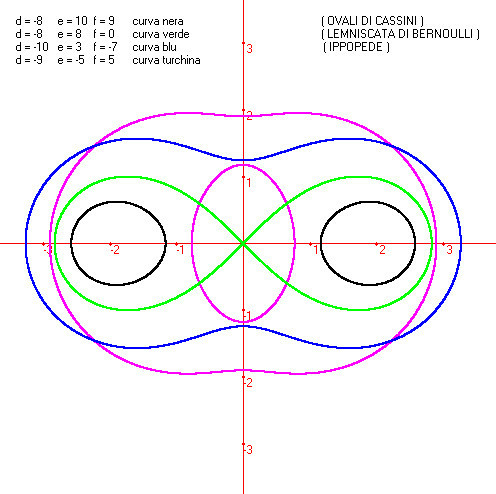
Sezione spirica o di Perseo
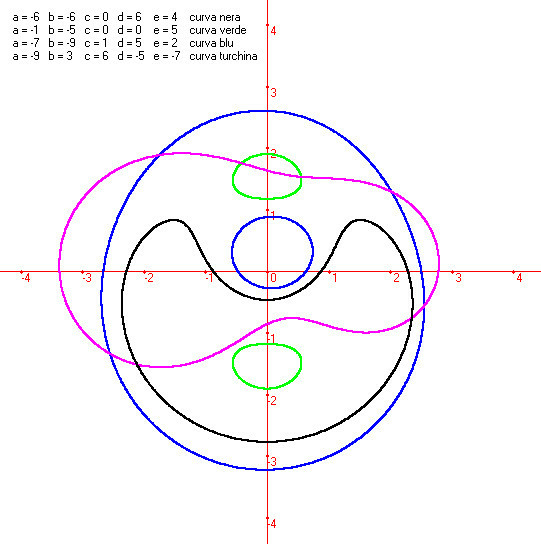
Sezione torica
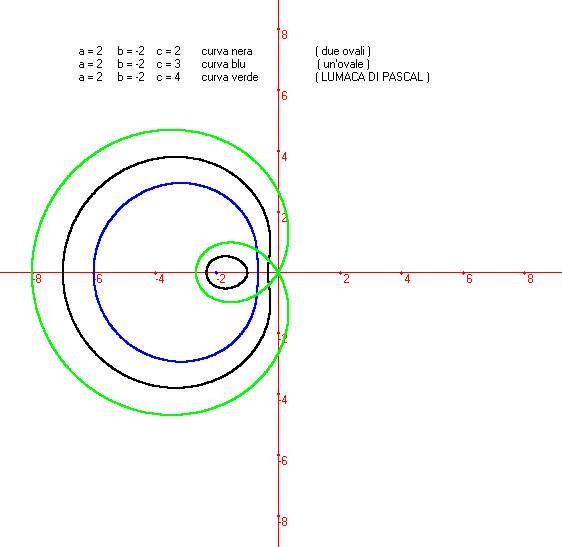
Ovali di Cartesio
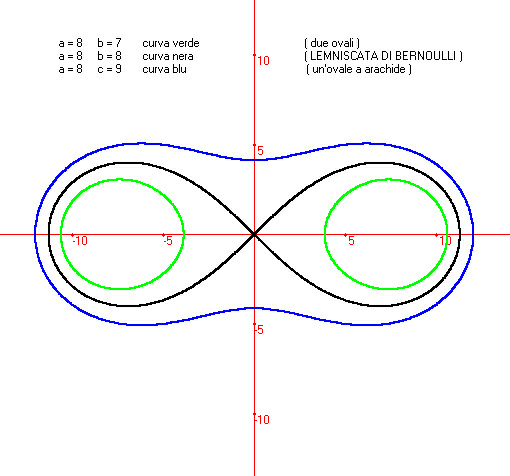
Ovali di Cassini
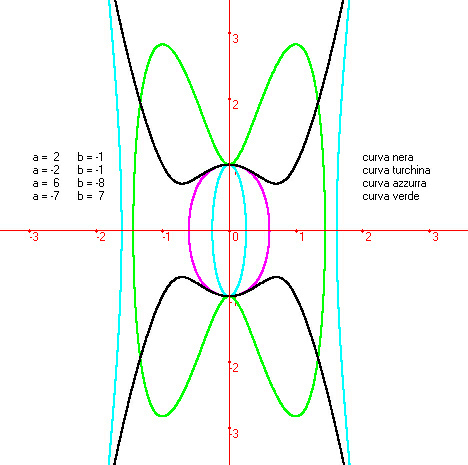
Curve di Jacobi
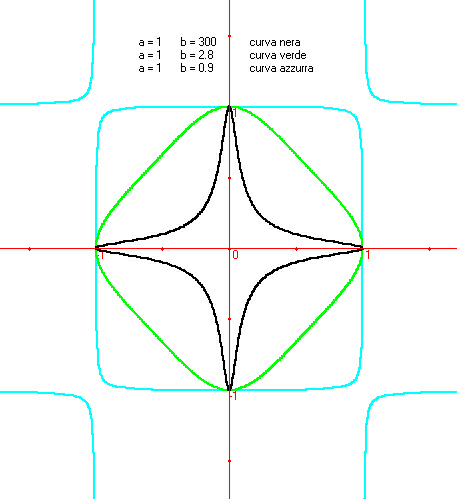
Curve di Edwards
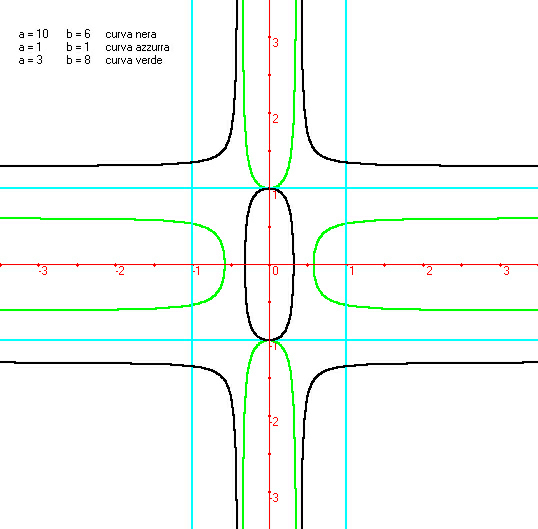
Curve di Edwards ritorte
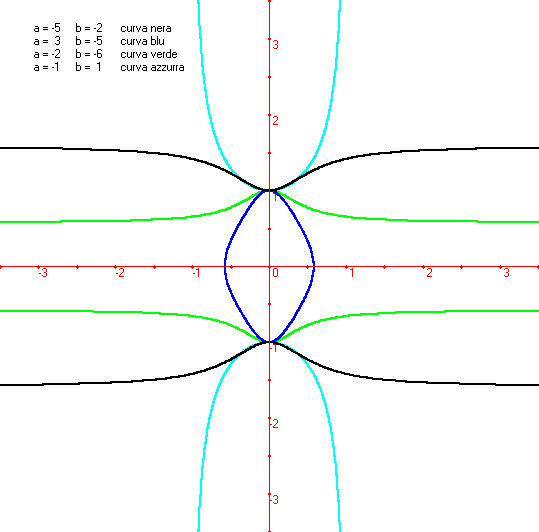
Curve di Edwards ritorte BIS
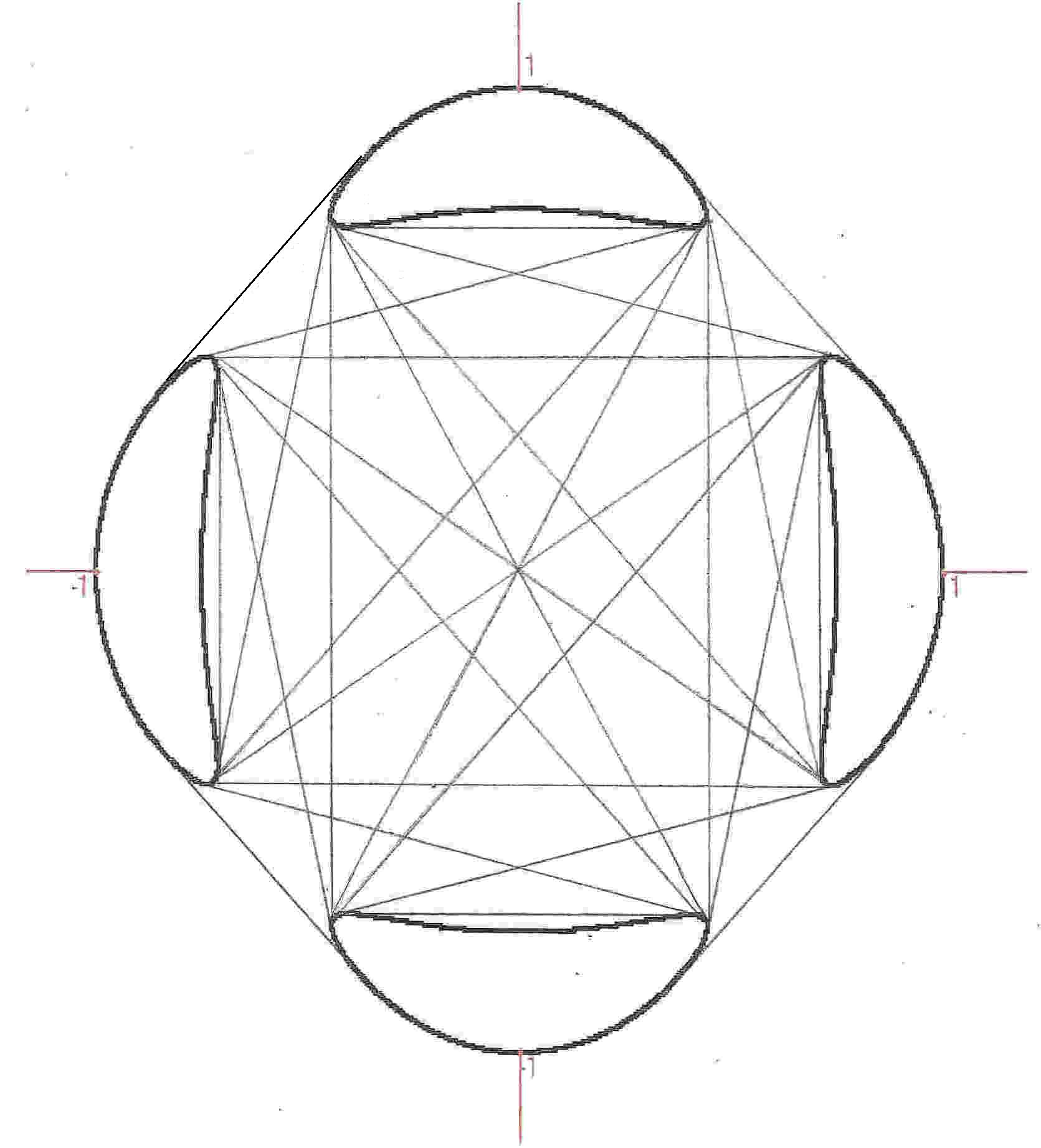
Curva di Trott a 28 bitangenti
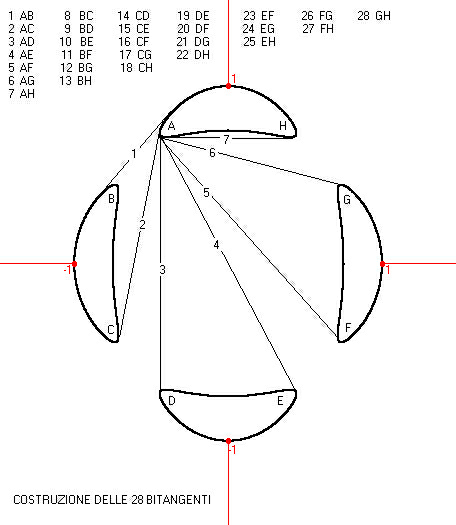
Curva di Trott a 28 bitangenti BIS
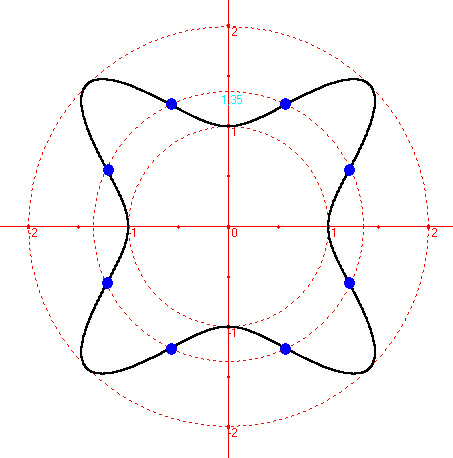
Curva a 8 flessi
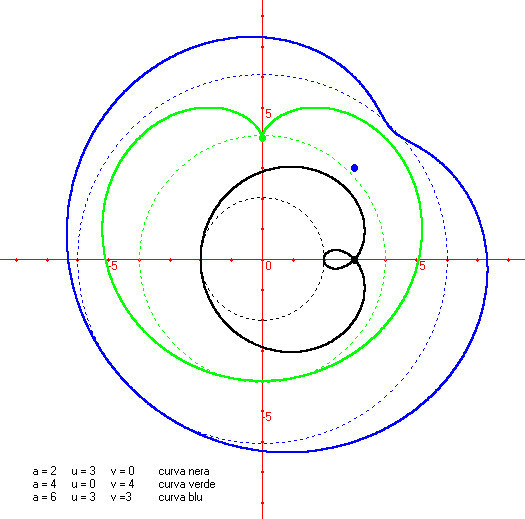
Pedali del cerchio
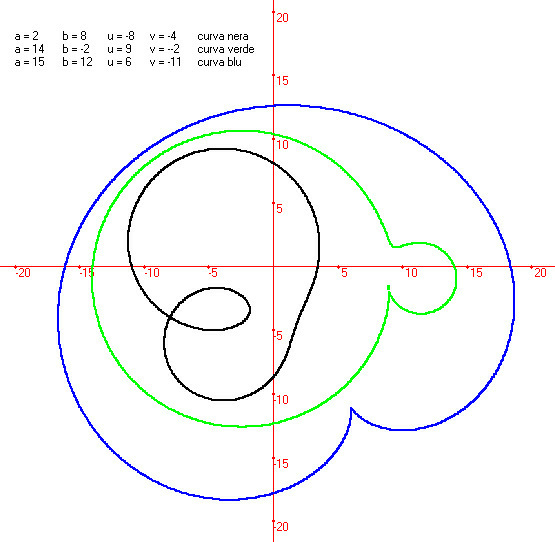
Pedali dell'ellisse
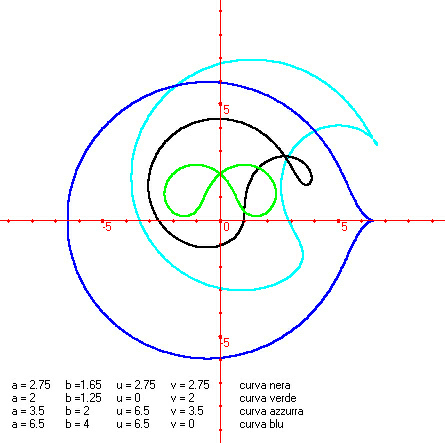
Pedali dell'iperbole

{\displaystyle y^{2}(a^{2}-x^{2})-(x^{2}+2ay-a^{2})^{2}=0}
- Curva a kappa o di Gutschoven

{\displaystyle y^{2}(x^{2}+y^{2})-a^{2}x^{2}=0}
- Curva a sabbia cadente

{\displaystyle x^{2}y^{2}-a^{2}y^{2}+1=0}
- Pallottole punta a punta

{\displaystyle a^{2}y^{2}-b^{2}x^{2}-x^{2}y^{2}=0}
- Trisettrice di Delange

{\displaystyle y^{2}(x^{2}+y^{2})-4a^{2}(x^{2}+y^{2}-1)=0}
- Curva di Edge quadriconnessa

{\displaystyle 25(x^{4}+y^{4}+1)-34(x^{2}y^{2}+x^{2}+y^{2})=0}
- Curva a uovo storto

{\displaystyle x^{4}+y^{4}+2x^{2}y^{2}-x^{3}-y^{3}=0}
- Curva a uovo dritto

{\displaystyle 5x^{4}+y^{4}+10x^{2}y^{2}-y=0}
- Uovo di Keplero

{\displaystyle (x^{2}+y^{2})^{2}-ax^{3}=0}
- Curva a uovo doppio

{\displaystyle [y^{2}(1-2a)-x^{2}+a^{2}b^{2}-1]^{2}+4x^{2}[y^{2}(1-b)^{2}-1]=0}
- Curva di Granville

{\displaystyle x^{2}y^{2}+(x-a)(x-1)=0}
- Curva di Helton-Vinnikov

{\displaystyle 2x^{4}+y^{4}+1-3x^{2}y^{2}-3x^{2}+y^{2}=0}
- Curva di Klein

{\displaystyle x^{3}y+ay^{3}+a^{3}x=0}
- Curva a fagiolo o a pisello

{\displaystyle x^{4}+y^{4}+x^{2}y^{2}-x(x^{2}+y^{2})=0}
- Superellisse o Curva di Lamè

{\displaystyle x^{4}/a^{4}+y^{4}/b^{4}-c^{4}=0}
- Supercerchio

{\displaystyle x^{4}+y^{4}-c^{4}=0}
- Curva a fiocco

{\displaystyle x^{4}+y^{3}-x^{2}y=0}
- Curva intrecciata

{\displaystyle (x^{2}+y^{2})^{2}-2x^{3}-6y^{2}x+x^{2}=0}
- Curva a nodo

{\displaystyle (x^{2}-1)^{2}-y^{2}(2y+3)=0}
- Campila di Eudosso

{\displaystyle x^{4}-x^{2}-y^{2}=0}
- Curva Cardioide

{\displaystyle (x^{2}+y^{2}-x)^{2}-x^{2}-y^{2}=0}
- Curva Ampersand trinodata

{\displaystyle (y^{2}-x^{2})(x-1)(2x-3)-4(x^{2}+y^{2}-2x)^{2}=0}
- Curva di Jerabek

{\displaystyle (x^{2}+y^{2})(x-1)^{2}-4(x^{2}+y^{2}-x)^{2}=0}
- Curva a svastica

{\displaystyle x^{4}-y^{4}-xy=0}
- Curva di Jubel

{\displaystyle (x^{2}-y^{2})^{2}-a^{2}x^{2}-b^{2}y^{2}=0}
- Ovale di Mandelbrot

{\displaystyle (x^{2}+y^{2}+x)^{2}+y^{2}-4=0}
- Curva bicuspidata

{\displaystyle (x^{2}-1)(x-1)^{2}+(y^{2}-1)^{2}=0}
- Curva deltoide tricuspidata o di Steiner

{\displaystyle (x^{2}+y^{2})^{2}+18a^{2}(x^{2}+y^{2})-8a(x^{3}-3xy^{2})-27a^{4}=0}
- Lemniscata di Bernoulli

{\displaystyle (x^{2}+y^{2})^{2}-a(x^{2}-y^{2})=0}
- Lemniscata di Gerono o Curva a otto

{\displaystyle x^{4}-a(x^{2}-y^{2})=0}
- Lemniscata di Booth o Ippopede di Proclo

{\displaystyle (x^{2}+y^{2})^{2}-ax^{2}-by^{2}=0}
- Curva di Wassenaar

{\displaystyle (x^{2}-y)^{2}+ax^{2}-1=0}
- Curva Multiovale

{\displaystyle a(x^{4}+y^{4})+by^{3}+cx^{2}y+dx^{2}+ey^{2}+f=0}
- Lumaca di Pascal o di Durer o Concoide del cerchio

{\displaystyle (x^{2}+y^{2}-ax)^{2}-b^{2}(x^{2}+y^{2})=0}
- Curva piriforme o a goccia d'acqua

{\displaystyle (x^{2}+y^{2})^{2}-a(x^{2}-y^{2})=0}
- Curve bifogliate

{\displaystyle x^{4}+y^{4}+cx^{2}y^{2}+dxy^{2}=0}
- Curve trifogliate

{\displaystyle x^{4}+y^{4}+dx^{2}y^{2}+exy^{2}+fx^{3}=0}
- Curva del diavolo

{\displaystyle x^{4}-y^{4}+a^{2}y^{2}-b^{2}x^{2}=0}
- Motore elettrico

{\displaystyle x^{2}(x^{2}-100)-y^{2}(y^{2}-96)=0}
- Curva Capricornoide

{\displaystyle a^{2}x^{2}(x^{2}+y^{2})-b(ay-x^{2}-y^{2})^{2}=0}
- Perle di Sluze

{\displaystyle y^{L}-a(b-x)^{M}x^{N}=0}
ove {\displaystyle L} e {\displaystyle M+N} sono interi non superiori a 4
- Curva di Plucker

{\displaystyle (x^{2}-a^{2})^{2}+(y^{2}-a^{2})^{2}-b^{2}=0}
- Curva a pesce

{\displaystyle (x^{2}-y^{2}+a^{2}-ab)^{2}-(a^{2}-y^{2})(2x+b)^{2}=0}
- Concoide di Durer

{\displaystyle y^{2}-yx-ay-b^{2})^{2}+(y^{2}-b^{2})(a-y-x)^{2}=0}
- Concoide di Kulp

{\displaystyle x^{2}y^{2}+a^{2}y^{2}-b^{2}=0}
- Concoide di Nicomede

{\displaystyle (x-a)^{2}(x^{2}+y^{2})-b^{2}x^{2}=0}
- Curva cruciforme

{\displaystyle x^{2}y^{2}-a^{2}(x^{2}+y^{2})=0}
- Sezione spirica o di Perseo

{\displaystyle (x^{2}+y^{2})^{2}+dx^{2}+ey^{2}+f=0}
- Sezione torica

{\displaystyle (x^{2}+y^{2})^{2}+ax^{2}+by^{2}+cx+dy+e=0}
- Ovali di Cartesio

{\displaystyle [(1-a^{2})(x^{2}+y^{2})+2a^{2}bx+c^{2}-a^{2}b^{2}]^{2}-4c^{2}(x^{2}+y^{2})=0}
- Ovali di Cassini

{\displaystyle (x^{2}+y^{2}+a^{2})^{2}-4a^{2}x^{2}-b^{4}=0}
- Curve di Jacobi

{\displaystyle y^{2}=ax^{4}-2bx^{2}+1}
- Curve di Edwards

{\displaystyle x^{2}+y^{2}=a(1-bx^{2}y^{2})}
- Curve di Edwards ritorte

{\displaystyle ax^{2}y^{2}=bx^{2}+y^{2}-1}
- Curva di Trott a 28 bitangenti

{\displaystyle 144(x^{4}+y^{4})-225(x^{2}+y^{2})+350x^{2}y^{2}+81=0}
- Curva a 8 flessi

{\displaystyle x^{4}+y^{4}-x^{2}y^{2}-x^{2}-y^{2}=0}
- Pedali del cerchio

{\displaystyle a^{2}[(u-x)^{2}+(v-y)^{2}]-(x^{2}+y^{2}-ux-vy)^{2}=0}
ove il cerchio è {\displaystyle x^{2}+y^{2}=a^{2}} e il punto pedale è {\displaystyle (u,v)}
- Pedali dell'ellisse

{\displaystyle a^{2}(u-x)^{2}+b^{2}(v-y)^{2}-(x^{2}+y^{2}-ux-vy)^{2}=0}
ove l'ellisse è {\displaystyle x^{2}/a^{2}+y^{2}/b^{2}=1} e il punto pedale è {\displaystyle (u,v)}
- Pedali dell'iperbole

{\displaystyle a^{2}(u-x)^{2}-b^{2}(v-y)^{2}-(x^{2}+y^{2}-ux-vy)^{2}=0}
ove l'iperbole è {\displaystyle x^{2}/a^{2}-y^{2}/b^{2}=1} e il punto pedale è {\displaystyle (u,v)}
- Curva a bicorno o a feluca
- Curva a kappa o di Gutschoven
- Pallottole punta a punta
- Trisettrice di Delange
- Curva di Edge quadriconnessa
- Curva a uovo storto
- Curva a uovo dritto
- Uovo di Keplero
- Curva a uovo doppio
- Curva di Granville
- Curva di Helton-Vinnikov
- Curva di Klein
- Curva a fagiolo o a pisello
- Superellisse o Curva di Lamè
- Supercerchio o Squircle
- Curva a fiocco
- Curva intrecciata
- Curva a nodo
- Campila di Eudosso
- Curva cardioide
- Curva Ampersand trinodata
- Curva di Jerabek
- Curva a svastica
- Curva di Jubel
- Ovale di Mandelbrot
- Curva bicuspidata
- Curva deltoide o tricuspidata o di Steiner
- Lemniscata di Bernoulli
- Lemniscata di Gerono o Curva a ottoi
- Lemniscata di Booth o Ippopede di Proclo
- Curva di Wassenaar
- Curva Multiovale
- Lumaca di Pascal o di Durer o Concoide del cerchio
- Curva piriforme o a goccia d'acqua
- Curve bifogliate
- Curve trifogliate
- Curva del diavolo
- Motore elettrico
- Curva Capricornoide
- Perle di Sluze
- Curva di Plucker
- Curva a pesce
- Concoide di Durer
- Concoide di Kulp
- Concoide di Nicomede
- Curva cruciforme
- Sezione spirica o di Perseo
- Sezione torica
- Ovali di Cartesio
- Ovali di Cassini
- Curve di Jacobi
- Curve di Edwards
- Curve di Edwards ritorte
- Curve di Edwards ritorte BIS
- Curva di Trott a 28 bitangenti
- Curva di Trott a 28 bitangenti BIS
- Curva a 8 flessi
- Pedali del cerchio
- Pedali dell'ellisse
- Pedali dell'iperbole

## In Geometria descrittiva

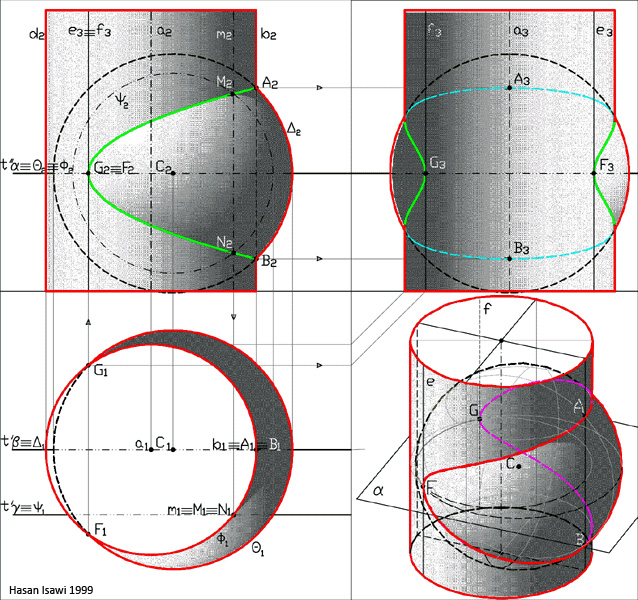
quartica monogrammica risultante dell'intersezione tra cilindro e sfera

Nella generalità dei casi, la quartica è una curve d'intersezione tra superfici quadriche. I punti di questa quartica si ottengono come punti comuni a sezioni complanari di tali superfici eseguite con un fascio di piani.
Le dette quartiche d'intersezione possono classificarsi secondo le seguenti situazioni reciproche:
- 1. Quando soltanto alcune generatrici di una superficie sono secanti l'altra, per cui la quartica in comune è formata da un solo ramo e viene detta monogrammica.
- 2. Quando tutte le generatrici di una superficie sono secanti l'altra. la quartica comune è composta da due rami detta digrammica.
- 3. Finestra di Viviani, un caso particolare di quartica digrammica, in cui una generatrice di una delle due superfici intersecanti, tange l'altra.

Le quartiche possono ammettere uno o due piani di simmetria, e questo dipende dalla reciproca posizione degli assi delle due superfici. Per esempio se gli assi sono complanari, la quartica d'intersezione ammette un piano di simmetria, la giacitura dell'altro piano di simmetria si riscontra nei casi in cui gli assi sono perpendicolari tra di loro.
La determinazione dei punti costituenti la quartica avviene con l'ausilio di un fascio di piani ausiliari secanti le due superfici. la scelta della giacitura di detti piani è fatta col fine di avere delle sezioni semplici da rappresentare. Ad esempio le sezioni con piani ortogonali all'asse di rotazione sono circonferenze e vengono rappresentate senza difficoltà se detto asse è perpendicolare ad uno dei piani di proiezione principali, altrimenti, si assumono altri piani di proiezione, ausiliari, di cui almeno uno abbia la giacitura perpendicolare all'asse; le sezioni proiettate su questi piani ausiliari risultano in vera forma